# 동대문교회

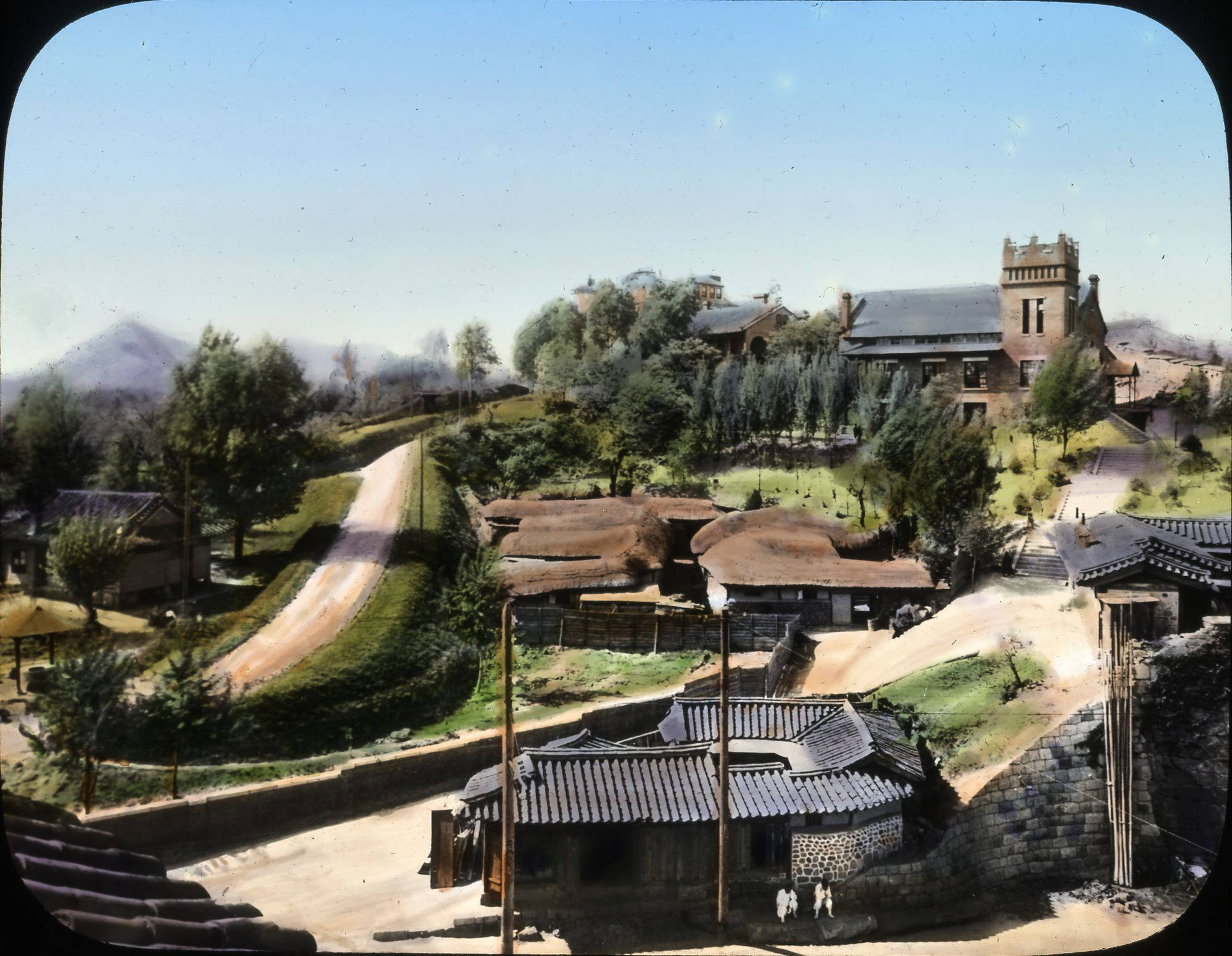
초창기의 동대문교회 모습

동대문교회(東大門敎會) 또는 동대문감리교회(東大門監理敎會)는 대한민국의 감리교 소속 개신교 교회이다. 서울 종로구 종로6가에 있었다. 
현재는 기존 동대문교회의 재산과 철거 당시 목사를 승계한 중앙연회 소속 경기도 성남시 분당구 분당로 328(분당동)에 있는 동대문교회와, 서울연회에서 재건한 서울 종로구 종로57길 8 (숭인동) 동양 B/D 3층에 있는 동대문교회로 분열되었다. 대한감리회에서는 분당동 동대문교회를 19세기에 세워진 동대문교회로 인정한다.
1891년에 이화여자대학교 의과대학의 전신인 동대문부인진료소의 기도처로 시작된 교회이다. (대한감리회 자료집에 따르면 1890-10-21) 미국 북감리회의 윌리엄 스크랜튼이 형식상 담임목사를 맡고, 진료소 측에서 실무를 보는 형식으로 출발했다. 한국 최초로 남녀가 같은 예배실을 사용한 교회이며, 볼드윈 매일여학교를 운영하는 등 여성 교육의 선구자적 역할을 했다.
삼청동교회, 청량리교회, 화양교회 등 많은 교회가 동대문교회에서 분립되었다. 동대문교회 담임목사를 지낸 유명한 목회자로는 일제강점기 말기에 기독교조선감리회 제3대 감독을 맡았던 정춘수와, 기독교대한감리회 서울연회 초대감독 겸 감독회장을 지낸 오경린이 있다.

## 건물 철거
동대문교회 건물은 한양도성 복원 및 동대문성곽공원 조성 사업과 맞물려 철거 논란을 빚었다. 동대문부인진료소의 후신인 이화여자대학교 동대문병원이 끝내 폐원되면서 그 부지가 서울시에 매각되었고, 서울시에서 동대문성곽공원을 조성할 때 동대문교회 부지를 편입하기로 결정했다. 당시 서기종 목사는 임의로 토지 보상금 200억원으로 광교신도시에 새 교회를 짓기로 결정했다가 물의를 빚어 출교되었다. 그러나 서기종 목사는 법원 판결로 동대문교회 목사직을 되찾았다. 그러나 이 과정에서 광교 이전은 취소되었다.
동대문 교회 신도들과 개신교 관계자들은 교회가 공원화되어야 한다면 예배당 등 역사성이 높은 건물만이라도 보존해달라고 했지만 끝내 2014년에 모두 철거되었다.
교회의 공식 입장과는 달리, 동대문교회를 원래 위치에서 지키자는 신도들은 '동대문보존교회'를 만들어 철거가 예정된 교회 터에서 예배를 지내다가 교회 건물이 철거되자 '동대문보존교회'를 해산하고 '동대문천막교회'를 열어 2016년 1월까지 구 동대문교회 주변에서 예배를 열었다. 그 후에도 '동대문남은자교회'라는 이름으로 활동을 계속했다.
서기종목사를 따르는 신도들은 서울 도심의 한국교회 100주년 기념관(서울 종로구 연지동 135)에서 예배를 드리다가, 2017년 분당새롬교회와 통합하여 분당새롬교회 자리로 이전했다. 현재 분당 동대문교회는 중앙연회 소속이다.
이와 별개로 동대문교회의 잔여신도들은 동대문남은자교회로 비공식 활동을 이어오다가, 2020년에 흥인문교회에 합류해 동대문교회로 명칭을 변경했다.

## 연혁
- 1887년 : 동대문부인진료소 설립
- 1891년 : 동대문부인진료소 기도처 시작 (초대 담임목사: 윌리엄 스크랜튼)
- 1892년 : 예배실 건립
- 1892년 : 볼드윈 매일여학교 개설
- 1900년 : 흥인배재학교 개설
- 1906년 : 볼드윈 매일여학교, 동대문여자보통학교로 승인
- 1909년 : 새 예배당 착공
- 1910년 : 동대문부인성경학원 개설
- 1918년 : 흥인배재학교에서 동대문유치원 분립
- 1920년 : 엡웟청년회 결성
- 1942년 : 동대문여자보통학교 폐교, 동구여자상업전수학교 설립
- 1944년 : 흥인배재학교 폐교
- 1945년 : 해방후 최초의 부흥회 개최 (강사: 김응조 목사)
- 1970년 : 동대문직업소년학교 개설
- 1973년 : 흥인지문 새 예배당 완공
- 2014년 : 서울특별시 한성 복원 사업으로 동대문교회 예배당 수용, 철거
- 2017년 : 서기종 목사측 동대문교회, 분당 새롬교회와 통합, 경기도 성남시 분당구로 이전

## 참고자료
- “연혁”. 동대문교회. 2008년 6월 3일에 확인함.[깨진 링크(과거 내용 찾기)]